# Нагасима (посёлок)
Нагасима (яп. 長島町 Нагасима-тё:) — посёлок в Японии, находящийся в уезде Идзуми префектуры Кагосима. Площадь посёлка составляет 116,25 км², население — 10 490 человек (1 августа 2014), плотность населения — 90,24 чел./км².

## Географическое положение
Посёлок расположен на одноимённом острове в префектуре Кагосима региона Кюсю. С ним граничат города Акуне и Амакуса.

## Население
Население посёлка составляет 10 490 человек (1 августа 2014), а плотность — 90,24 чел./км². Изменение численности населения с 1980 по 2005 годы:
| 1980 | 14 840 чел. |  |
| 1985 | 14 440 чел. |  |
| 1990 | 13 801 чел. |  |
| 1995 | 13 185 чел. |  |
| 2000 | 12 552 чел. |  |
| 2005 | 11 958 чел. |  |

## Символика
Деревом посёлка считается камелия, цветком — нарцисс.